# Фред Бодсворт
Чарльз Фредерік (Фред) Бодсворт (англ. Charles Frederick (Fred) Bodsworth; нар. 11 жовтня 1918 Порт Бервелл, Онтаріо, Канада — пом. 15 вересня 2012 Торонто, Канада) — канадський письменник, журналіст і натураліст-любитель.

## Життєпис
Фред Бодсворт народився 11 жовтня 1918 року в Порт Бервелл канадського Онтаріо.
Працював журналістом в періодичних виданнях St. Thomas Times-Journal, Toronto Star та Maclean's. У 1964-1967 роках був президентом Федерації натуралістів Онтаріо.

### Смерть
Помер Фред Бодсворт в лікарні Скарборо в Торонто 15 вересня 2012 року на 94-му році життя.

## Визнання
У 2002 році Бодсворт удостоєний літературної премії ім. Метта Коена.
Філія окружної бібліотеки в окрузі Елгін, в рідному місті Фреда, в 2005 році була перейменована на честь Бодсворта.